# Matt Pinnell

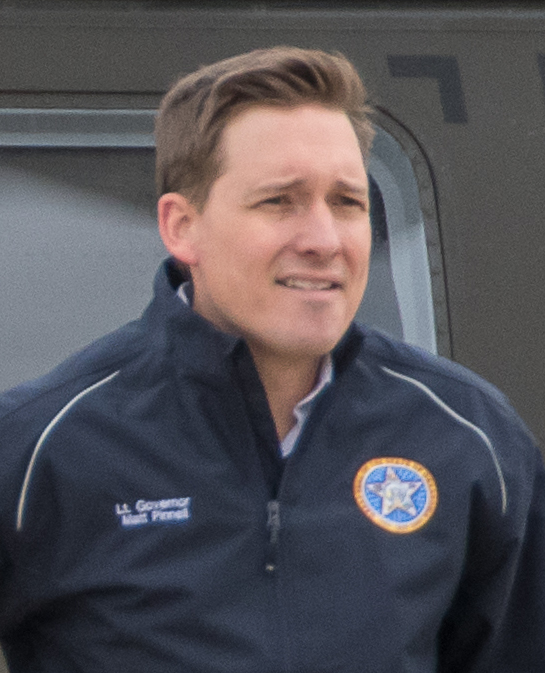
Matt Pinnell (2019)

Matt Pinnell (* 15. August 1979 in Dallas, Texas) ist ein US-amerikanischer Politiker. Er ist Mitglied der Republikanischen Partei und seit dem 14. Januar 2019 unter Kevin Stitt der 17. Vizegouverneur des Bundesstaates Oklahoma.

## Leben
Matt Pinnell studierte an der Metro Christian Academy und an der Oral Roberts University in Tulsa. Von 2010 bis 2013 war Pinnell Vorsitzender der Oklahoma Republican Party. Danach arbeitete er als Director of State Parties für das Republican National Committee. Am 20. April 2017 gab Pinnell seine Kandidatur für die Wahl zum Vizegouverneur bei den Gouverneurswahlen im folgenden Jahr bekannt, aus diesem Grund trat er kurz darauf von seinem Amt im Republican National Committee zurück.
Bei den Vorwahlen innerhalb der Republikanischen Partei erhielt Pinnell nach Dana Murphy den zweitgrößten Stimmenanteil, bei der Stichwahl am 28. August 2018 setzte er sich mit 58,1 % der Stimmen gegen Murphy durch. Bei den Vizegouverneurswahlen am 6. November 2018 setzte sich Pinnell gegen die Kandidatin der Demokraten, Anastasia Pittman, und den unabhängigen Kandidaten Ivan Holmes durch. Die Vereidigung erfolgte am 14. Januar 2019. Am 18. Januar 2019 wählte Oklahomas Gouverneur Kevin Stitt Pinnell als Oklahoma Secretary of Tourism & Branding aus, somit ist Pinnell auch Vorsitzender des Oklahoma Department of Tourism and Recreation.
Matt Pinnell ist verheiratet und hat zwei Töchter und zwei Söhne. Er lebt mit seiner Familie in Tulsa.